# نبرد بهار ۱۹۴۵ در ایتالیا
نبرد بهار ۱۹۴۵ در ایتالیا با کد نام عملیات گریپ‌شوت (انگلیسی: Operation Grapeshot)، آخرین حملهٔ متفقین در دوران نبرد ایتالیا و آخرین مراحل جنگ جهانی دوم بود.